# 드루 핸킨슨
드루 핸킨슨(Drew Hankinson, 1983년 12월 22일 ~ )은 미국의 프로레슬링 선수로 본명은 앤드루 윌리엄 핸킨슨(Andrew William Hankinson)다. WWE 링네임은 루크 갈로스(Luke Gallows)이다. 피니쉬는 갈로스 풀/트웰브 스텝스(리버스 풀 넬슨 슬램), 행맨즈 누스/디콘 밤(쵸크밤), 파이어맨즈 캐리 플랩잭, 것버스터 드롭, 디콘 밤(리프팅 인버티드 디디티), 스파이더 락(코브라 클러치). 스윙 사이드 슬램, 초크슬램으로 사용을 한다.

## 신체사항
- 키: 203cm
- 몸무게: 137kg

## 챔피언쉽 경력
- APWA 월드 태그팀 챔피언 (1회) - 녹스
- NWA 서든 태그팀 챔피언 (1회) - 아이스버그
- NWL 헤비웨이트 챔피언 (1회)
- IWGP 태그팀 챔피언 (3회) - 칼 앤더슨
- 월드 태그 리그 (2013) - 칼 앤더슨
- RPW 헤비웨이트 챔피언 (1회)
- 랭크드 넘버 65 오브 더 탑 500 레슬링 인 더 PWI 500 인 2016
- RCW 태그팀 챔피언 (1회) - 녹스
- VCW 헤비웨이트 챔피언 (1회)
- 워스트 기믹 (2012, 2013) 에이시즈 & 에잇츠
- WWE RAW 태그팀 챔피언 (2회) - 칼 앤더슨
- 임팩트 월드 태그팀 챔피언 (2회) - 칼 앤더슨